# دوق قادس

شعار دوق قادس المقترح (1972-1989)

دوقة قادس هو لقب النبلاء الاسبان. يشير الاسم إلى مدينة قادس الأندلسية.

## تاريخ
كان رودريجو بونس دي ليون قائدًا عسكريًا قشتاليًا مُنح لقب دوق قادس في عام 1484. بعد وفاة الدوق الأول في عام 1492، تفاوض الملوك الكاثوليك مع فرانسيسكا بونس دي ليون إي دي لا فوينتي بشأن إلغاء ماركيز ودوقية قادس، وإعادة المدينة وألقاب التاج بعد وفاتها.
لقرون، ظل اللقب معلقًا حتى القرن التاسع عشر. منذ ذلك الحين، حمل اللقب أعضاء الفرع الإسباني من آل بوربون.

## قائمة أصحاب
|                                                                    | اللقب الملكي                                                       | فترة                                                               |
| أول من أسسه فرديناند الثاني ملك أراغون وإيزابيلا الأولى ملك قشتالة | أول من أسسه فرديناند الثاني ملك أراغون وإيزابيلا الأولى ملك قشتالة | أول من أسسه فرديناند الثاني ملك أراغون وإيزابيلا الأولى ملك قشتالة |
| ------------------------------------------------------------------ | ------------------------------------------------------------------ | ------------------------------------------------------------------ |
| 1                                                                  | رودريجو بونس دي ليون                                               | 1484 - 1492                                                        |
| 2                                                                  | فرانسيسكا بونس دي ليون إي دي لا فوينتي                             | 1492 - 1493                                                        |
| التأسيس الثاني من قبل فرديناند السابع ملك إسبانيا                  |                                                                    |                                                                    |
| 1                                                                  | فرانسيسكو دي أسيس من إسبانيا (6 مايو 1820 - 15 نوفمبر 1821)        | 1820-1821                                                          |
| 2                                                                  | فرانسيس من إسبانيا                                                 | 1822 - 1902                                                        |
| التأسيس الثالث من قبل فرانسيسكو فرانكو                             |                                                                    |                                                                    |
| 1                                                                  | ألفونسو دي بوربون ودامبيير                                         | 1972-1989                                                          |